# Luis María Moreno
Luis María Moreno Perpiñá (11 de marzo de 1963) es un deportista español que compitió en remo. Ganó tres medallas en el Campeonato Mundial de Remo entre los años 1982 y 1984.

## Palmarés internacional
| Campeonato Mundial | Campeonato Mundial | Campeonato Mundial | Campeonato Mundial        |
| Año                | Lugar              | Medalla            | Prueba                    |
| ------------------ | ------------------ | ------------------ | ------------------------- |
| 1982               | Lucerna (Suiza)    | Medalla de plata   | Cuatro sin timonel ligero |
| 1983               | Duisburgo (RFA)    | Medalla de oro     | Cuatro sin timonel ligero |
| 1984               | Montreal (Canadá)  | Medalla de oro     | Cuatro sin timonel ligero |